# Coralliophila fritschi
Coralliophila fritschi is een slakkensoort uit de familie van de Muricidae. De wetenschappelijke naam van de soort is voor het eerst geldig gepubliceerd in 1874 door Martens.